# Gymnasium Burgstädt
Das Gymnasium Burgstädt ist ein allgemeinbildendes Gymnasium in Burgstädt, Sachsen.

## Geschichte
Zum Schulneubau wurde im Jahr 1911 der erste Spatenstich vollzogen, 1912 erfolgte die Grundsteinlegung. Im darauffolgenden Jahr wurde das Gebäude als „Zentralschule“ in Betrieb genommen. Zu dieser Zeit war sie die größte und modernste Schule Sachsens.
Mit dem Ersten Weltkrieg mussten die überwiegend männlichen Lehrer in den Krieg ziehen, Lehrkräfte wurden somit knapp.
Nach dem Ersten Weltkrieg wurde das Schulwesen komplett umgestaltet, so wurden Lehrpläne eingeführt, die Schüler in begabte und minderbegabte eingeteilt und es erfolgte eine Trennung der Volks- und Fortbildungsschule, heute als Berufsschule bekannt. 
1935 wurde die Zentralschule in „Hans-Schemm-Schule“ umbenannt.
In den Kriegsjahren 1940–1945 diente die Schule als Lazarett, Ausbildungsstätte für Lehrlinge und Lager für Umsiedler. Die Keller wurden außerdem zu Luftschutzbunkern umgebaut. Zu dieser Zeit fand der Unterricht nur in stark eingeschränkter Form statt, später gar nicht mehr.
Nach dem Krieg wurde das Schulsystem reformiert und aus der Zentralschule wurde eine Oberschule. Allerdings waren Unterrichtsmaterialien knapp, und so konnte der Unterricht nicht ohne Einschränkungen gehalten werden. Erst 1950 verbesserte sich die Situation. Die Oberschule wurde mit der damaligen Grundschule vereinigt und erhielt den Namen „Ernst-Schneller-Schule“. Im darauffolgenden Jahr erhielt die Oberschule ihre Selbständigkeit zurück und trug nun den Namen „EOS Ernst Schneller“. In demselben Jahr legte auch der erste „durchgängige Burgstädter Abiturjahrgang“ seine Abiturprüfung ab.
Mit den gesellschaftlichen Umwälzungen 1989/90 veränderte sich nicht nur die politische Situation, sondern auch die Bildungslandschaft. 1990 wurde die Erweiterte Oberschule reformiert: Es wurden drei sogenannte Leistungsklassen in den Klassenstufen 9 und 10 eingerichtet. 1991 wurde der Verein zur Bildung und ständigen Förderung eines Gymnasiums in der Stadt Burgstädt e.V., heute kurz Gymnasiumsverein, gegründet. Dieser Verein forderte, dass die Übergangsklassen zum Gymnasium ausgebaut wurden.
Die Gründung des Gymnasiums erfolgte am 22. August 1992. Die ersten Abiturzeugnisse wurden im Jahr 1994 überreicht. Mittlerweile haben an der Schule über 1700 Schüler das Abitur abgelegt.
Von 1998 bis 2005 wurde das Schulgebäude generalsaniert.
2025 wurde die IT-Ertüchtigung des Gebäudes abgeschlossen.

## Bildungsangebot
Das Gymnasium gehört zum mathematisch-naturwissenschaftlich, gesellschaftswissenschaftlich und sprachlich orientierten Zweig der sächsischen Bildungslandschaft. Ab Klasse 5 wird Englisch als erste Fremdsprache, ab Klasse 6 Französisch, Latein oder Spanisch als zweite Fremdsprache unterrichtet. Der Profilunterricht bietet ab Klasse 8 ein breites Spektrum an Spezialisierungsmöglichkeiten in den verschiedenen Fachbereichen (z. B. Europa sprechen, Klima und Umwelt, diverse Sportprofile, Darstellendes Spiel, Kunst-Film-Zeitung) an. Fächerübergreifende Wahlgrundkurse für die Jahrgänge 11 und 12, z. B. Biotechnologie, Denken-Sprache-Wirklichkeit und Philosophie sind attraktive Bildungsangebote in der gymnasialen Oberstufe. 

## Ganztagsangebote
Die Ganztagsangebote umfassen verschiedene Bildungsbereiche. Dazu gehören Projekte im Sport, Musik und Wissenschaft.